# Navadna pogačica
Navadna pogačica (znanstveno ime Trollius europaeus) je trajnica iz družine zlatičevk. Rastlina je domorodna v Evropi in v Zahodni Aziji in je v nekaterih državah zavarovana. 

## Opis
Navadna pogačica zraste do 60 cm visoko in ima do 4 cm širok svetlo rumen cvet v obliki krogle.. Kroglasto obliko ji dajejo venčni listi (od 5 do 15), ki so upognjeni navznoter in prilegli. Ima večje število prašnikov. Vsak cvet proizvede večje število plodov mešičkov. Listi so dlanasto deljeni.  
Pogačica je rahlo strupena, saj vsebujejo alkaloid protoanemonin, ki je osnova strupenosti zlatičnic. To vrsto večinoma oprašujejo manjše žuželke, saj je odprtina v cvetu majhna.
Raste na planinskih travnikih in pašnikih. 